# Gilbert Vallaeys
Gilbert Vallaeys (né le 13 mars 1944 à Blaye et mort dans cette même ville le 15 mai 2001) est un athlète français, spécialiste du saut en hauteur.

## Biographie
Le 9 juin 1965, à Rennes, il établit un nouveau record de France du saut en hauteur avec 2,11 m. Ce record sera battu le 24 juillet 1965 par Robert Sainte-Rose.
Il est le cofondateur, avec Henry Delage, du jumping international de Blaye.